# Hycklare
En hycklare eller hypokrit predikar om en särskild tro, religion eller livsstil, utan att själv följa eller tro på det personen själv förespråkar.

## Etymologi
Ordet hypokrit härstammar från det grekiska ordet ὑποκρίτης (hypokrites), och detta substantiv förknippat med υποκρίνομαι (hypokrinomai), vilket betyder ungefär "jag spelar en roll".
Ordet kan vidare bli förstått som en sammansättning av det grekiska prefixet "hypo" vilket betyder "under", och verbet "krinein", som betyder "att sålla eller avgöra".